# Жданов, Владимир Николаевич
Владимир Николаевич Жданов (род. 7 апреля 1980) — глава администрации Старооскольского городского округа Белгородской области.

## Биография
Владимир Николаевич Жданов родился 7 апреля 1980 года В Красной Яруге.
В 2002 году окончил Серпуховский военный институт, после начал работать в правительстве Белгородской области.
Осенью 2018 уволился из правительства и был назначен главой города Шебекино и Шебекинского района. 20 декабря 2024 года по инициативе губернатора Вячеслава Гладкова ушёл в отставку.
20 декабря 2024 года назначен первым заместителем главы администрации Старооскольского округа.
С 21 декабря 2024 года начал исполнять обязанности главы администрации Старооскольского округа. 21 декабря 2024, при «единогласной поддержке» депутатов Старооскольского Совета депутатов, занял пост главы Старооскольского округа.

## Награды
- Орден Мужества[4].
- Медаль ордена «За заслуги перед Отечеством» II степени и медалью Министерства обороны РФ[1].
- Медаль Министерства обороны РФ[1].